# Looking for Kitty
Looking for Kitty è un film scritto e diretto da Edward Burns presentato al Tribeca Film Festival nel maggio del 2004. Il film racconta l'amicizia nata tra il detective Jack Stanton, che ha da poco perso la moglie, e l'allenatore di baseball Abe Fiannico che ha ingaggiato Stanton per ritrovare la moglie fuggita con una decadente rockstar.